# Río Cabrillas
El Cabrillas es un río del interior de la península ibérica, afluente del Tajo. Discurre por la provincia española de Guadalajara.

## Descripción
El río, que discurre por la provincia de Guadalajara, tiene su origen en el municipio de Orea. Tras dejar a ambos lados de su cauce localidades como la propia Orea, Checa, Chequilla y Megina, termina desembocando en el río Tajo una vez atravesados por el Cabrillas los términos de Pinilla de Molina, de Terzaga y de Taravilla y después de que el Tajo deje atrás Peñalén. Uno de sus afluentes es el arroyo de Checa. Aparece descrito —con la grafía «Cabrilla»— en el quinto volumen del Diccionario geográfico-estadístico-histórico de España y sus posesiones de Ultramar de Pascual Madoz de la siguiente manera:

CABRILLA: r. en la prov. de Guadalajara, part. jud. de Molina; nace en el térm. de Oréa, desde el que pasa al de Checa, atraviesa por medio de esta pobl., en la que hay 2 puentes de madera sobre pilastras de piedra bastante sólidas, fertiliza parte del terreno, y despues de impulsar un molino harinero, corre en direccion de Chequilla, cuyo pueblo recibe de él iguales beneficios; sigue al de Megina, donde le cruza un puente de madera de débil construccion, y da movimiento á 2 molinos harineros; continúa hácia Pinilla, en cuyo térm. presta tambien sus aguas á otro molino, y va luego á depositarlas en el Tajo dentro de la jurisd. de Taravilla, en la que facilita su paso un puente de madera con pilastras de piedra, y andan á su impulso 2 molinos de la misma clase que los anteriores: cria abundante pesca de truchas, y aunque de escaso caudal en un principio, desde la mitad de su curso hasta que confluye en el Tajo, lleva 2 muelas de agua.
(Madoz, 1846, pp. 60-61)

El ingeniero de montes Carlos Castel y Clemente lo describe de la siguiente manera en su Descripción física, geognóstica agrícola y forestal de la provincia de Guadalajara (1881):

Rio Cabrillas. Nace en el término de Orea, al pié de varios cerros, entre los que descuellan el Caimodorro y San Cristóbal; y después de pasar por Orea, Checa y Chequilla, con dirección casi paralela á la del Tajo, se inclina al O., efectuando su unión con dicho rio poco más abajo de Peñalen. El arroyo de Checa, ó de Gil de Torres (llamado por los naturales del pueblo, con notable alteración, Barranco Genitoris), toma las aguas de varias fuentes, que nacen á menos de un kilómetro, por encima de la población, engrosándose principalmente con las llamadas Aguaspeña, Fuente del Peral y Caño Pedro. A pesar de su corto trayecto, que no mide una legua, constituye un buen afluente del rio Cabrillas, y presta gran utilidad á los artefactos que en el mismo pueblo de Checa se han establecido. El Cabrillas tiene la primera parte de su curso sobre las pizarras silurianas y las areniscas del trias, penetrando muy luego en la formación jurásica de Taravilla.
(Castel, 1881, p. 26)

Perteneciente a la cuenca hidrográfica del Tajo, sus aguas terminan vertidas en el océano Atlántico.